# TVMarineret
TVMarineret er en TV-station som sender på Kanal Hovedstaden på det digitale TV-net Mux 1.
TVMarineret har sendt lokal-tv siden 1. november 2009.
TVMarineret sender lokale udsendelser med fokus på musik, kultur og politik. TVMarineret har i skrivende stund (17 april 2018) over 1200 udsendelser på bagen og alle kan ses på tvmarineret.dk. Siden 2009 har TV-stationen opbygget sin tekniske knowhow og har fra 2017 haft eget tv & audio studie i Rødovre. Udover egen hjemmeside kan TVMarineret findes på facebook, youtube, vimeo og Kanal Hovedstadens hjemmeside. 
Lokal TV er støttet af Kulturstyrelsen som ikke kommerciel tv på tv-sendenettet MUX1 gennem medieforlig i Folketinget.